# Shelley Meals
Shelley Meals est une scénariste et productrice de télévision américaine. Elle a notamment travaillé sur les séries Dawson's Creek, Les Feux de l'amour et Rizzoli & Isles. Elle écrit en collaboration avec Darin Goldberg.

## Filmographie

### Scénariste
- 1996-1997 : Esprits rebelles (série), 4 épisodes
- 1997 : Fame L.A. (série), 1 épisode
- 1998 : New York Undercover (série), 2 épisodes
- 1998 : Push, 1 épisode
- 1998-1999 : Dawson's Creek, 3 épisodes
- 1999-2001 : Sarah, 2 épisodes
- 2004-2005 : Méthode Zoé, 2 épisodes
- 2005-2006 : La Vie avant tout, 5 épisodes
- 2007-2008 : Les Feux de l'amour, 26 épisodes
- 2010-2011 : Hawthorne: infirmière en chef, 4 épisodes
- 2011 : Rizzoli & Isles, 1 épisode
- 2013 : King and Maxwell, 1 épisode
- 2021 : Shadow and Bone : La saga Grisha

### Productrice
- 1998-1999 : Dawson's Creek
- 1999-2001 : Sarah
- 2005-2006 : La Vie avant tout
- 2010-2011 : Hawthorne : Infirmière en chef
- 2013 : King and Maxwell
- 2025 : Ça : Bienvenue à Derry (It: Welcome to Derry)